# Kiesgeprägter Tieflandfluss

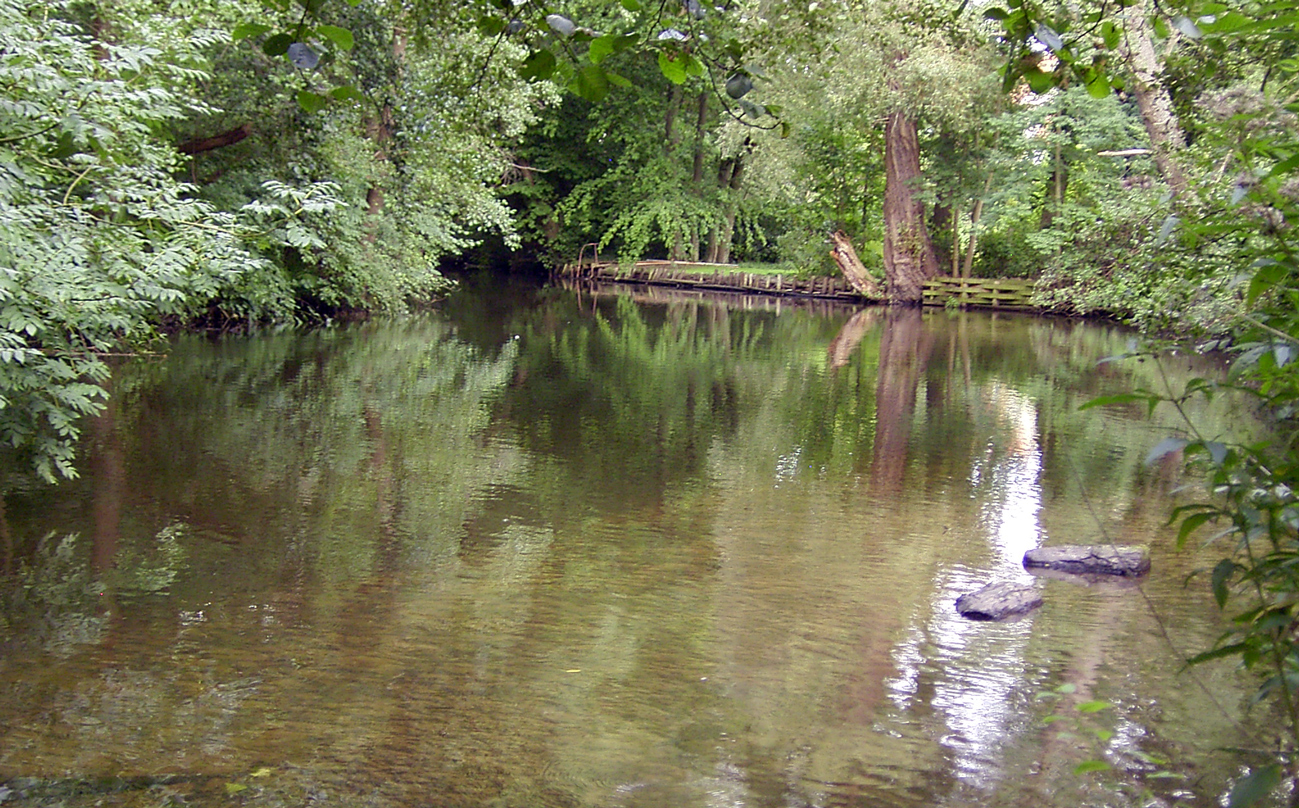
Beispiel für einen kiesgeprägten Tieflandfluss: Die Ilmenau.

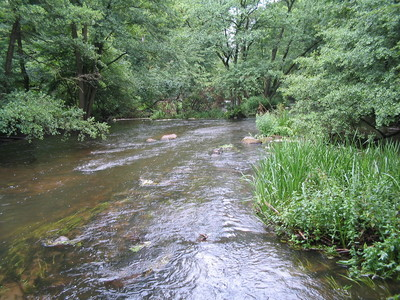
Durchbruchstal der Warnow; ebenfalls ein kiesgeprägter Tieflandfluss

Der kiesgeprägte Tieflandfluss (Typ 17) gehört zu den von der Bund/Länder-Arbeitsgemeinschaft Wasser (LAWA) festgelegten Fließgewässertypen.

## Gewässerstruktur
Die Flüsse fließen meist in breiten und flachen Sohlentälern mit zahlreichen Altwässern. Sie verlaufen dabei gewunden bis stark mäandrierend mit meist vergleichsweise starker Strömung. Im Bereich der Gewässersohle kommen neben Kies auch Sand und Steine vor. Durch die Strömung werden die Sedimente aber meistens sortiert, und es kommt zur Bildung von Sand- und Kiesbänken sowie von Kolken und stellenweise zu Uferabbrüchen. Dennoch ist das Querprofil des Gewässers meist flach.
Auch die Durchbruchstäler der Jungmoräne gehören wegen ihres Substrats und ihrer Strömung zu diesem Fließgewässertyp.
Das Einzugsgebiet der kiesgeprägten Tieflandflüsse ist größer als 100 km², dadurch unterscheiden sie sich von den kiesgeprägten Tieflandbächen.

## Flora und Fauna
Kiesgeprägte Tieflandflüsse sind relativ artenreich. Es kommen beispielsweise die Grundwanze, verschiedene Köcherfliegenlarven oder die Bachmuschel vor. Bei den Fischen kommen nicht nur strömungsliebende Arten wie Bachforelle und Elritze, sondern auch Fische wie das Rotauge vor, welche eher die ruhigeren Bereiche des Flusses besiedeln.
Pflanzenwuchs ist vor allem in den ruhigeren Bereichen vorhanden. Dort wachsen zum Beispiel der einfache Igelkolben, verschiedene Rotalgen und andere Gewächse. Auch Plankton ist in diesen Gewässern vorhanden.

## Beispiele
- Ilmenau
- Durchbruchstäler der Warnow und Nebel